# Whoops! I'm a Cowboy
Whoops! I'm a Cowboy es un corto de animación estadounidense de 1937, de la serie de Betty Boop. Fue producido por los estudios Fleischer y distribuido por Paramount Pictures. En él aparecen Betty Boop y Wiffle Piffle.

## Argumento
Wiffle Piffle y Betty Boop son compañeros de trabajo y él está enamorado de ella. Le pide matrimonio, pero Betty, cantando, le expresa su deseo de casarse con un auténtico cowboy. Wiffle Piffle, dispuesto a conseguirlo, marcha a un rancho para turistas y empieza un cursillo para convertirse en vaquero en diez lecciones.

## Producción
Whoops! I'm a Cowboy es la sexagésima primera entrega de la serie de Betty Boop y fue estrenada el 12 de febrero de 1937.